# Џек Муни
Детектив инспектор Џек Муни је лик у криминалистичкој драмској телевизијској серији Смрт у рају кога тумачи Ардал О'Хенлон.

## Лик
Муни је приказан као „пријатељски“, „непретенциозан“ и потцењени „генијални детектив“. Ед Пауер за Независности је описао лик Мунија као реткост међу савременим тумачењима детектива на телевизији јер његов "лични живот није неред који омета".

## Појављивања
Муни се први пут појављује у епизоди „Човек у мору (1. део)” (5. епизода 6. серијала) као официр за везу додељен инспектору Хамфрију Гудмену када их је случај довео у Енглеску да прате осумњиченог. У току случаја се открива да је Муни недавно постао удовац. Жена му је умрла месец дана раније, али он се претварао да је смрт била пре неког времена да би спречио да га људи сажалевају. Пошто је случај решен, Гудмен одлучује да остане у Енглеској са својом новом девојком, а Муни прихвата понуду да искористи Гудменову колибу на Сент Мерију за одмор. Када је помогао екипи у истрази неколико убистава на острву током свог боравка тамо, Муни прихвата понуду да остане и постаје нови ДИ Сент Мерија.
Подзаплет у наредном серијалу пратио је Мунијеву ћерку Шивон која одлази са острва на универзитет у Уједињено Краљевство.
Друга подзаплет прати Мунијеву романсу са Аном (коју глуми Нина Вадија), тек разведеном путницом која посећује Сент Мери.
Мунијево последње појављивање је било у епизоди „Гусари са попришта убиства” (4. епизода 9. серијала) када одлучује да се врати кући у Лондон са својом ћерком Шивон.
Муни се накратко појављује у епизодама Повратка у рај „Нека ти је лака црна земља, плимо” и „Е, мој татице”.